# Dercas gobrias
Dercas gobrias är en fjärilsart som först beskrevs av William Chapman Hewitson 1864.  Dercas gobrias ingår i släktet Dercas och familjen vitfjärilar. Inga underarter finns listade i Catalogue of Life.

## Bildgalleri

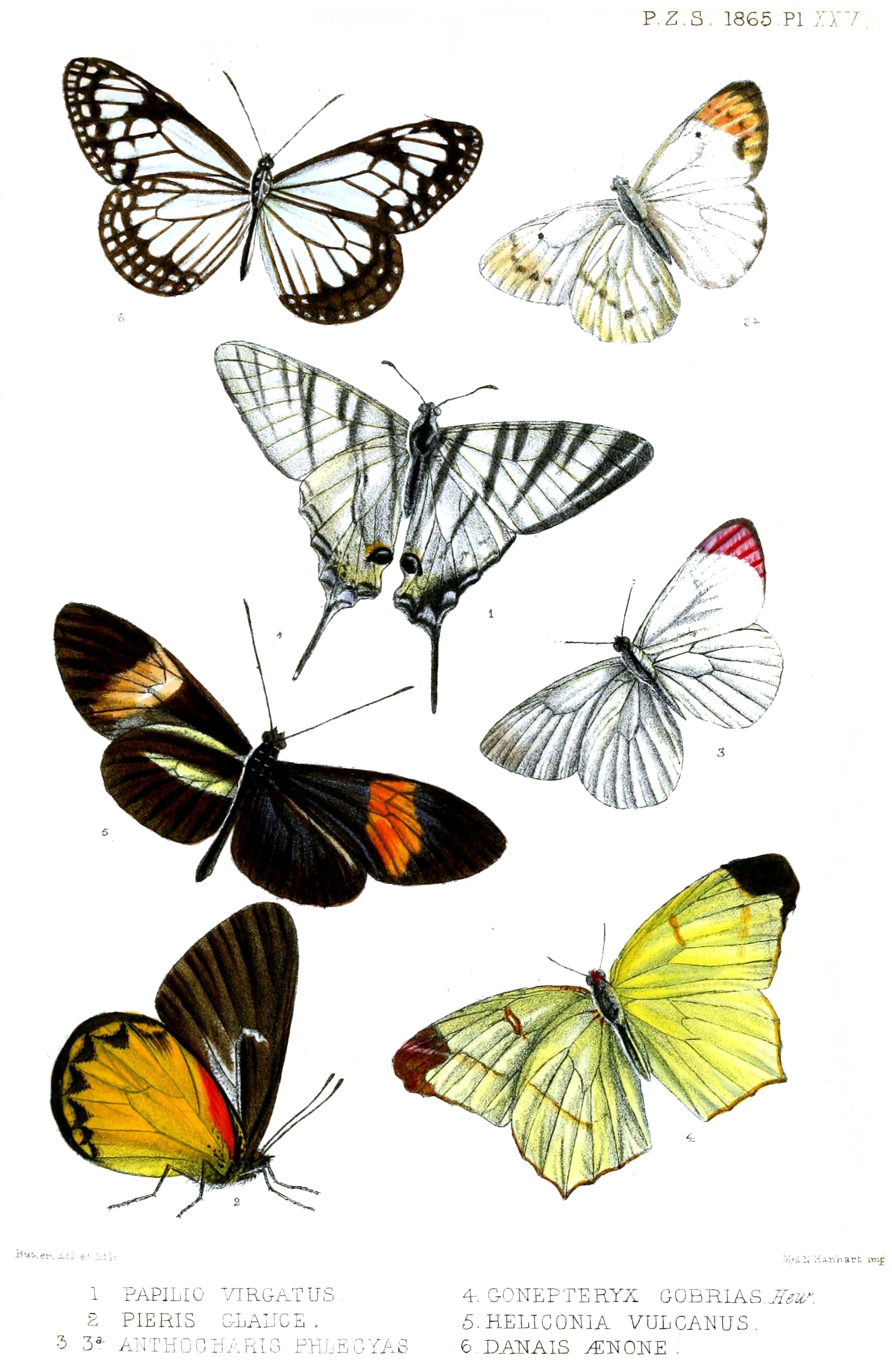